# 160
Cette page concerne l'année 160  du calendrier julien. Pour l'année 160 av. J.-C., voir 160 av. J.-C. Pour le nombre 160, voir 160 (nombre).
L'année 160 est une année bissextile qui commence un lundi.

## Événements
- 9 décembre : consécration d'un autel taurobolique à Lyon, attestant du culte de Cybèle. Le lien avec l’inauguration d’un sanctuaire de Cybèle est aujourd'hui contesté[1].

## Naissances en 160
- Guan Yu, général chinois.
- Vers 160 : Tertullien, écrivain chrétien.

## Décès en 160
- Marcion, hérésiarque chrétien.
- Après 160 : l’historien grec Appien d’Alexandrie (date approximative).